# André Geens
André Leonard Paul Geens (ur. 26 maja 1941 w Boortmeerbeek) – belgijski i flamandzki polityk, menedżer oraz samorządowiec, minister w rządzie federalnym (1988–1991), parlamentarzysta.

## Życiorys
Z wykształcenia inżynier chemik. Ukończył również studia podyplomowe MBA w Limburgs Universitair Centrum. Zawodowo związany z sektorem prywatnym, obejmował stanowiska dyrektorskie w przedsiębiorstwach. Działał w Unii Ludowej. Był radnym Zottegem (1977–1988 i 1989–1994) oraz członkiem zarządu tej miejscowości (1983–1988). Od 1982 do 1985 pełnił funkcję doradcy wspólnotowego ministra finansów i budżetu. Od 1983 był również członkiem regionalnej rady gospodarczej Flandrii. W latach 1985–1987 zasiadał w Radzie Flamandzkiej.
Od 1985 do 1991 wchodził w skład Senatu. Od maja 1988 do września 1991 sprawował urząd ministra współpracy rozwojowej w ósmym rządzie Wilfrieda Martensa. Dołączył później do  ugrupowania Flamandzcy Liberałowie i Demokraci. W latach 1999–2003 ponownie był członkiem wyższej izby belgijskiego parlamentu.